# Внешняя политика Польши

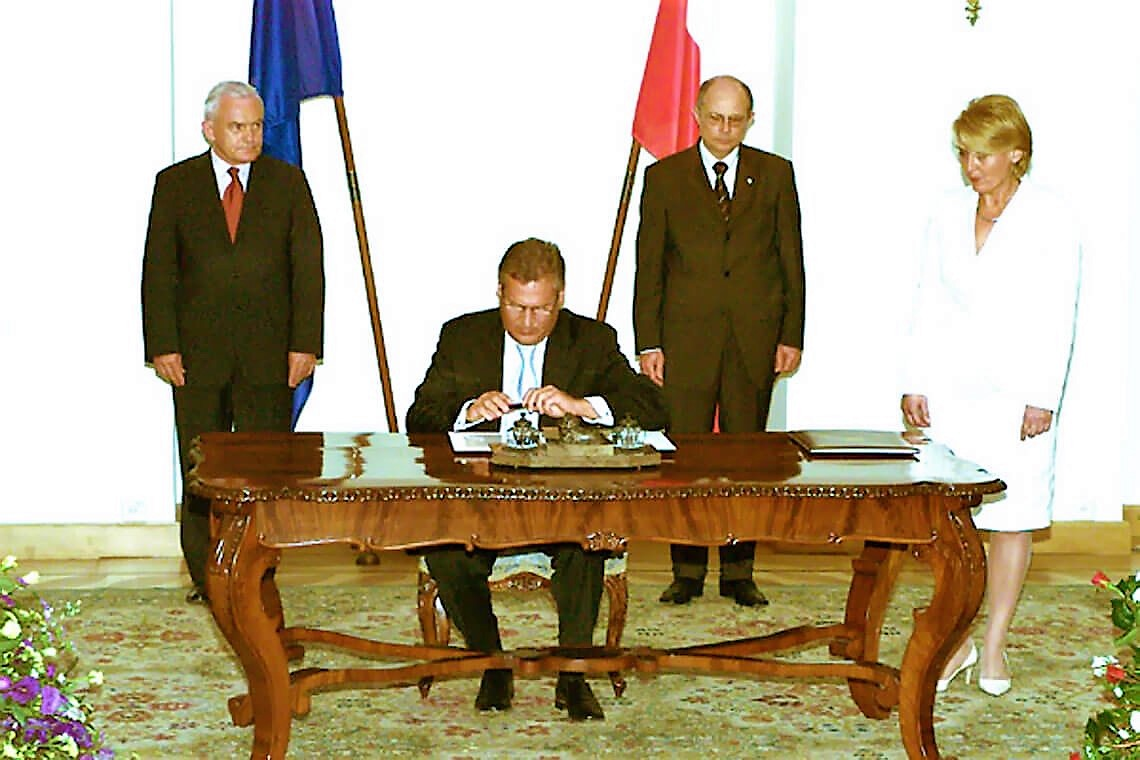
Подписание президентом Александром Квасьневским договора о вступлении Польши в Европейский Союз.

Республика Польша — государство в Центральной Европе, являющееся членом Европейского союза и НАТО. За последние годы Польша значительно расширила свою роль и укрепила позиции в отношениях со странами Европы и Запада, поддерживая и устанавливая дружественные отношения, как с Западным миром, так и с другими европейскими державами.

## Евроатлантическая интеграция
В последнее время Польша глубоко продвинулась вперед на пути экономической реинтеграции с Западом. Польша являлась активным поборником европейской интеграции.
В 1994 г. Польша добилась статуса ассоциированного члена Европейского союза (ЕС) и его оборонительной подструктуры Западноевропейского союза. В 1996 г. Польша получила статус полноправного члена Организации экономического сотрудничества и развития (OECD) и предоставила предварительную документацию на полное членство в ЕС. В 1997 г. на июльском Саммите НАТО в Мадриде в рамках первой волны политики расширения Польша была приглашена к вступлению в Североатлантический союз. 12 марта 1999 г. Польша официально стала полноправным членом НАТО. Республика продвигала свою кандидатуру путём участия в программе «Партнерство во имя мира» и посредством интенсивного индивидуального диалога с НАТО. В мае 2004 г. Польша вместе с другими членами Вишеградской группы была принята в Европейский союз.
Спецподразделение Войска Польского «ГРОМ» (пол. Wojskowa Formacja Specjalna GROM) принимало участие во вторжении коалиционных сил в марте-апреле 2003 г. в Ирак. Сюда было направлено 2,9 тыс. польских военнослужащих, пятый по численности контингент в составе коалиции. В 2008 г. Польша вывела свои войска из Ирака.

## Установление отношений со странами Европы
События 1989 г. полностью изменили карту Центральной Европы, и Польше пришлось устанавливать отношения с семью новыми соседями. Польша достигла хороших взаимоотношений со всеми своими партнерами, подписав соглашения о дружбе и сотрудничестве, которые заменили связи, разорванные с крахом Варшавского договора. Были установлены особые отношения с Литвой и особенно Украиной с стремлением сблизить эти страны с Западом.
Вследствие своего трагического исторического опыта с постоянными примерами неверных союзников и одновременной агрессии более могучих соседей (к примеру, Разделы Польши, Вторая мировая война), польская внешняя политика следует курсу тесного сотрудничества с сильным партнером, способным предоставить достаточно сильную военную поддержку во время критических ситуаций. Это создает предпосылки близких отношений Польши с Соединенными Штатами и их сверхчувствительность в отношениях с главным партнером в Евросоюзе, Германией. В то же время, в равной степени настороженное отношение к России имеет результатом очень напряженные дипломатические отношения, которые постоянно ухудшались со времени прихода к власти Владимира Путина. Это является важным фактором особого внимания, которое Польша уделяет политической переориентации всех своих восточных соседей.